# 米内罗竞技俱乐部
米内罗竞技俱乐部，是巴西米纳斯吉拉斯州贝洛奥里藏特市的一个足球俱乐部。该队现参加巴西足球甲级联赛。 在巴西國內簡稱竞技, 或米内罗竞技（即米纳斯吉拉斯州的竞技）。
2013年，身為前世界足球先生及2002世界盃巴西奪冠成員的傳奇球星朗拿甸奴，在33歲高齡下帶領球會惊险击败奥林匹亚首捧南美解放者杯，朗拿甸奴也成为第7位获得欧洲冠军杯和南美解放者杯的足球运动员。

## 荣誉
- 國際
  - 南美自由盃：2013
  - 南美超級盃：2014
- 國家
  - 巴西足球甲級聯賽
    - 冠军：1971, 2021
    - 亚军：1977, 1980, 1999, 2012

  - 巴西盃冠軍：2014, 2021
- 州際
  - 米纳斯吉拉斯州足球聯赛冠軍：1915, 1926, 1927, 1931, 1932, 1936, 1938, 1939, 1941, 1942, 1946, 1947, 1949, 1950, 1952, 1953, 1954, 1955, 1956, 1958, 1960, 1963, 1970, 1976, 1978, 1979, 1980, 1981, 1982, 1983, 1985, 1986, 1988, 1989, 1991, 1995, 1999, 2000, 2007, 2010, 2012, 2013, 2015, 2017, 2020, 2021

## 著名球员
朗拿甸奴